# Sabine Ø

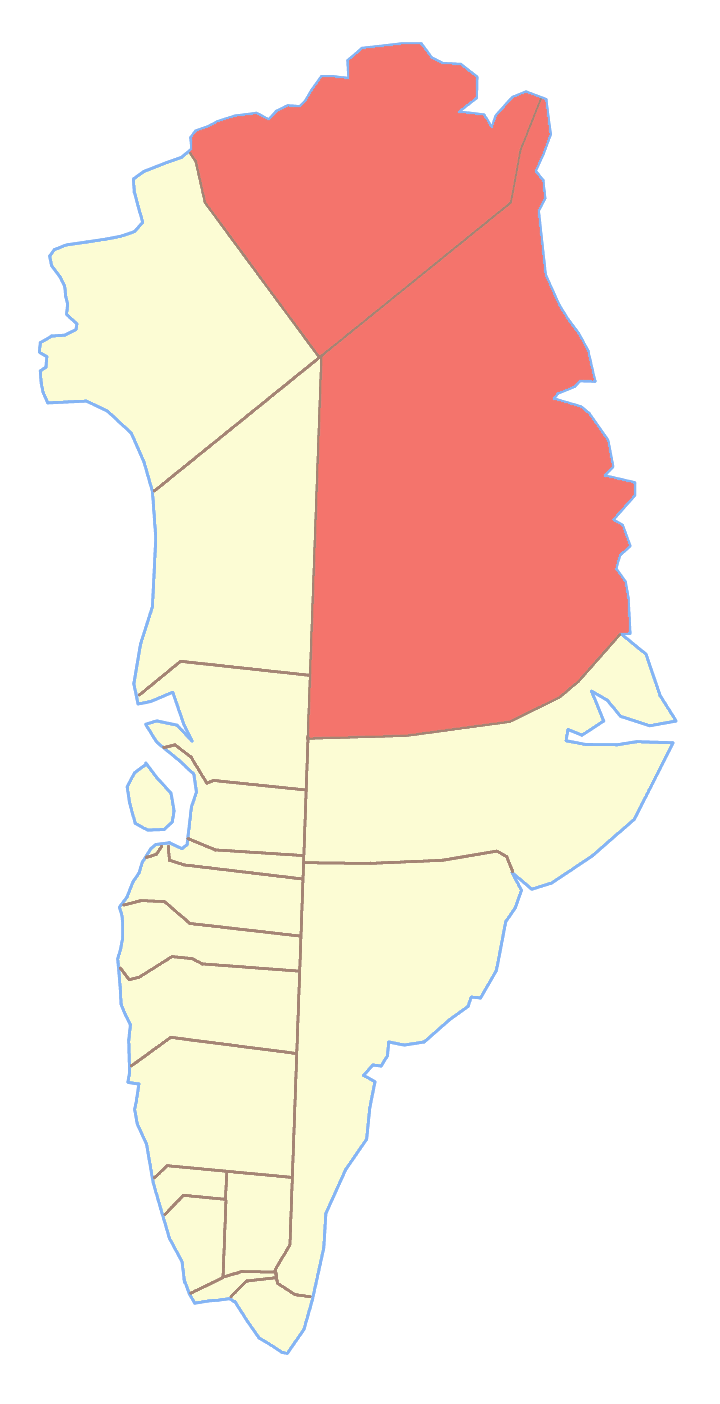
Parco nazionale della Groenlandia nordorientale, dove si trova Sabine Ø

Sabine Ø è un'isola disabitata della Groenlandia di 156 km². 
Prima della riforma municipale groenlandese faceva parte della contea della Groenlandia Orientale.
È situata nel Parco nazionale della Groenlandia nordorientale, fuori da qualsiasi comune.